# Ivanda Eiduka
Ivanda Eiduka (29 de marzo de 1977) es una deportista letona que compitió en ciclismo de montaña en la disciplina de campo a través. Ganó una medalla de bronce en el Campeonato Europeo de Ciclismo de Montaña en Maratón de 2009.

## Medallero internacional
| Campeonato Europeo | Campeonato Europeo | Campeonato Europeo | Campeonato Europeo |
| Año                | Lugar              | Medalla            | Competición        |
| ------------------ | ------------------ | ------------------ | ------------------ |
| 2009               | Tartu (Estonia)    | Medalla de bronce  | Campo a través     |